# اتیپولا
اتیپولا (به لاتین: Etipola) یک منطقهٔ مسکونی در سری‌لانکا است که در استان مرکزی (سری‌لانکا) واقع شده‌است.